# Нижний Студёный
Ни́жний Студёный (укр. Нижній Студений) — село в Пилипецкой сельской общине Хустского района Закарпатской области Украины.
Население по переписи 2001 года составляло 1124 человека. Почтовый индекс — 90010. Телефонный код — 3146. Код КОАТУУ — 2122484401.